# Parc national de Rago
Le parc national de Rago est un parc national créé en 1971 dans le comté de Nordland en Norvège. Il s'étend sur 167 km².
Le parc jouxte le parc national de Padjelanta situé de l'autre côté de la frontière suédo-norvégienne, qui lui-même borde deux autres parcs, et la combinaison de toutes les terres protégées atteint au total environ 5 400 kilomètres carrés, constituant l’une des plus grandes aires protégées d’Europe. Le parc national protège des montagnes, des vallées et des cours d'eau. On peut y observer le castor, le glouton, ou la chouette harfang.

## Description
Les lacs Storskogvatnet et Litlverivatnet se trouvent dans le parc. Il y a plusieurs glaciers dans la partie sud-est du parc. Le parc national de Rago n’a pas une riche variété de plantes, en partie à cause de ses sols pauvres et de son climat rigoureux. Les zones boisées sont principalement constituées de pins. De nombreuses plantes alpines poussent parmi les arbres.
Il n’y a pas non plus une grande variété d’animaux et d’oiseaux. Les élans vivent dans le parc avec des rennes semi-domestiqués. Il y a aussi des gloutons et des castors dans le parc. La gélinotte des saules et les aigles royaux sont fréquemment observés.

## Galerie

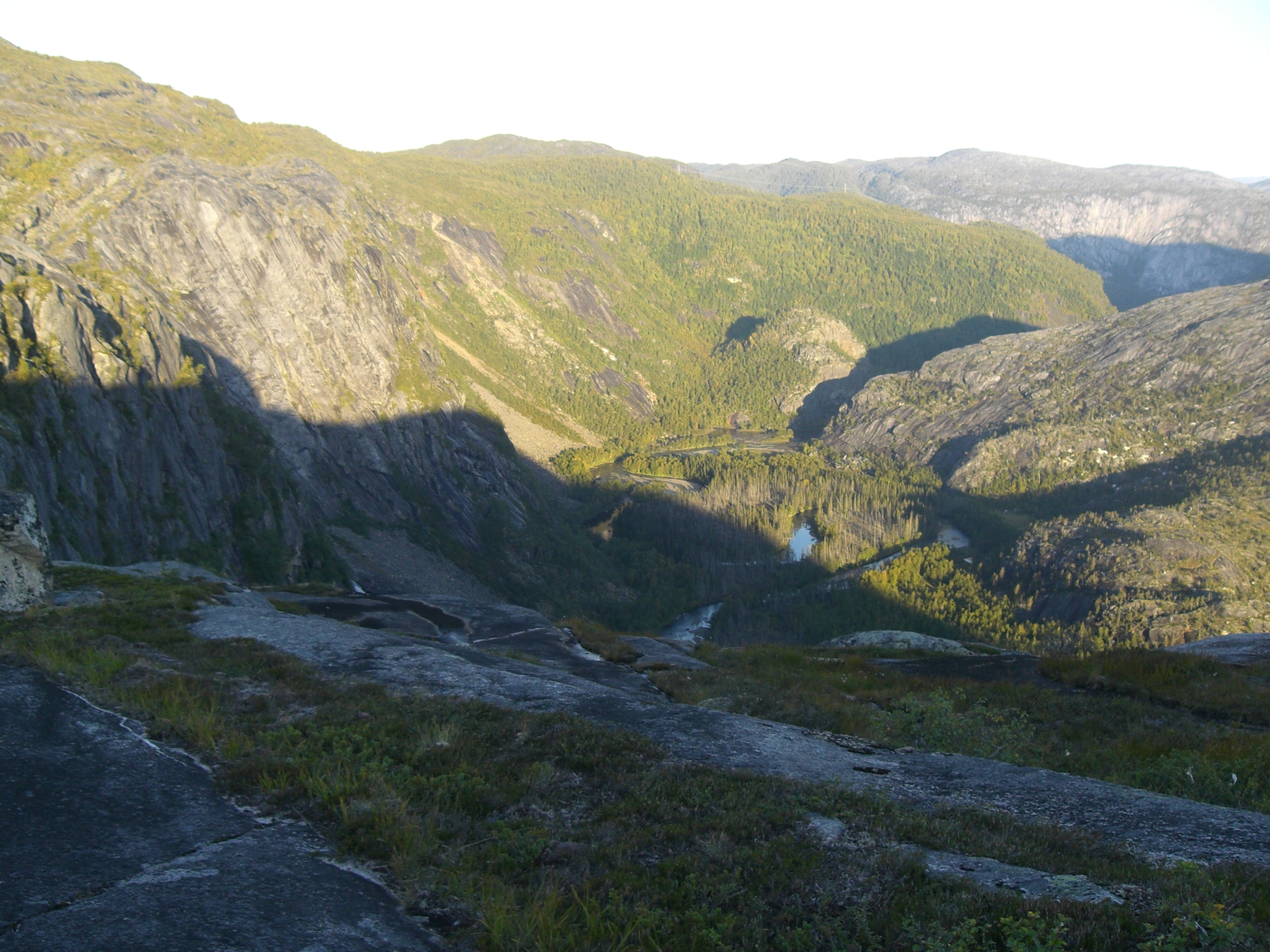
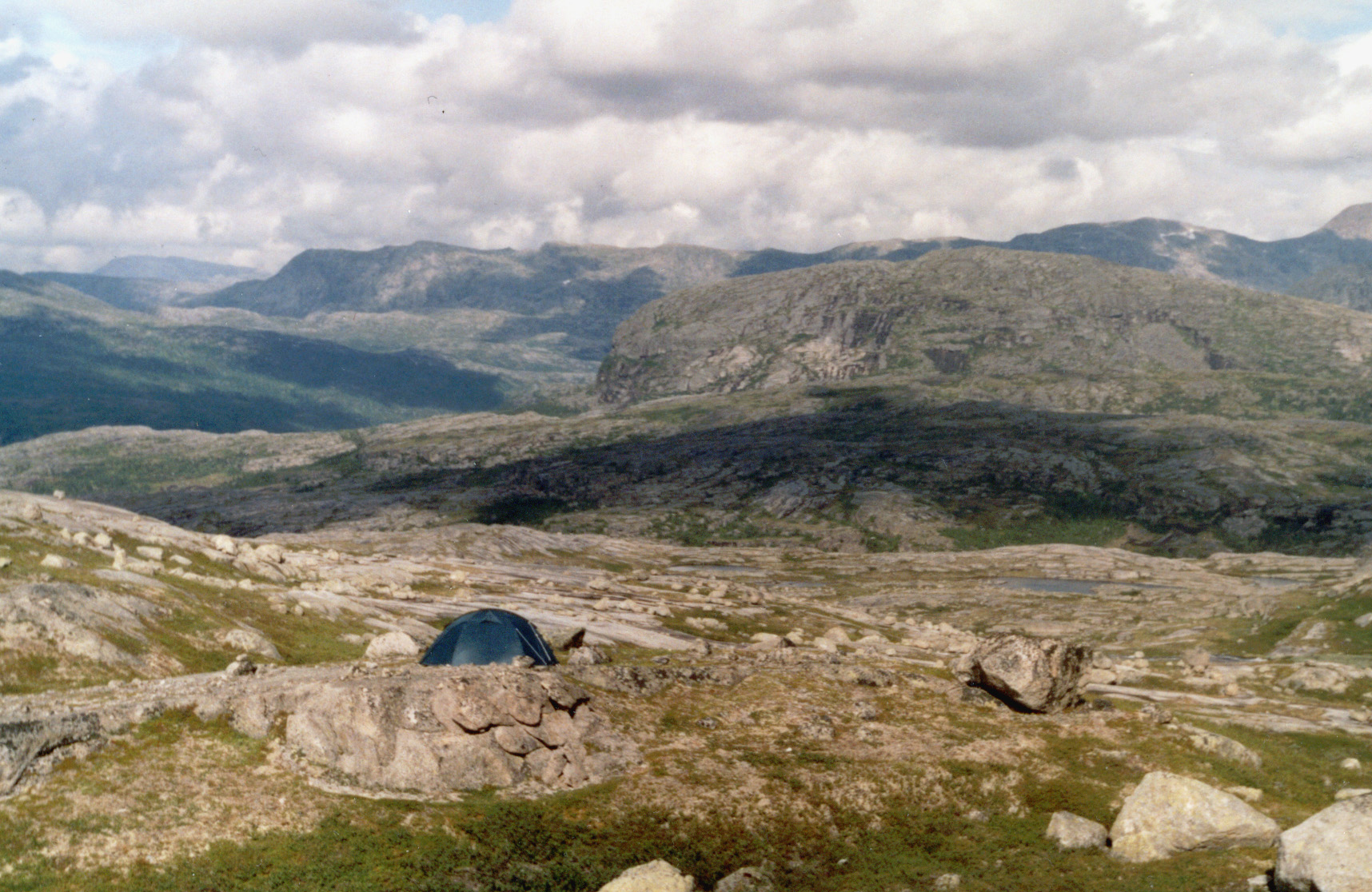
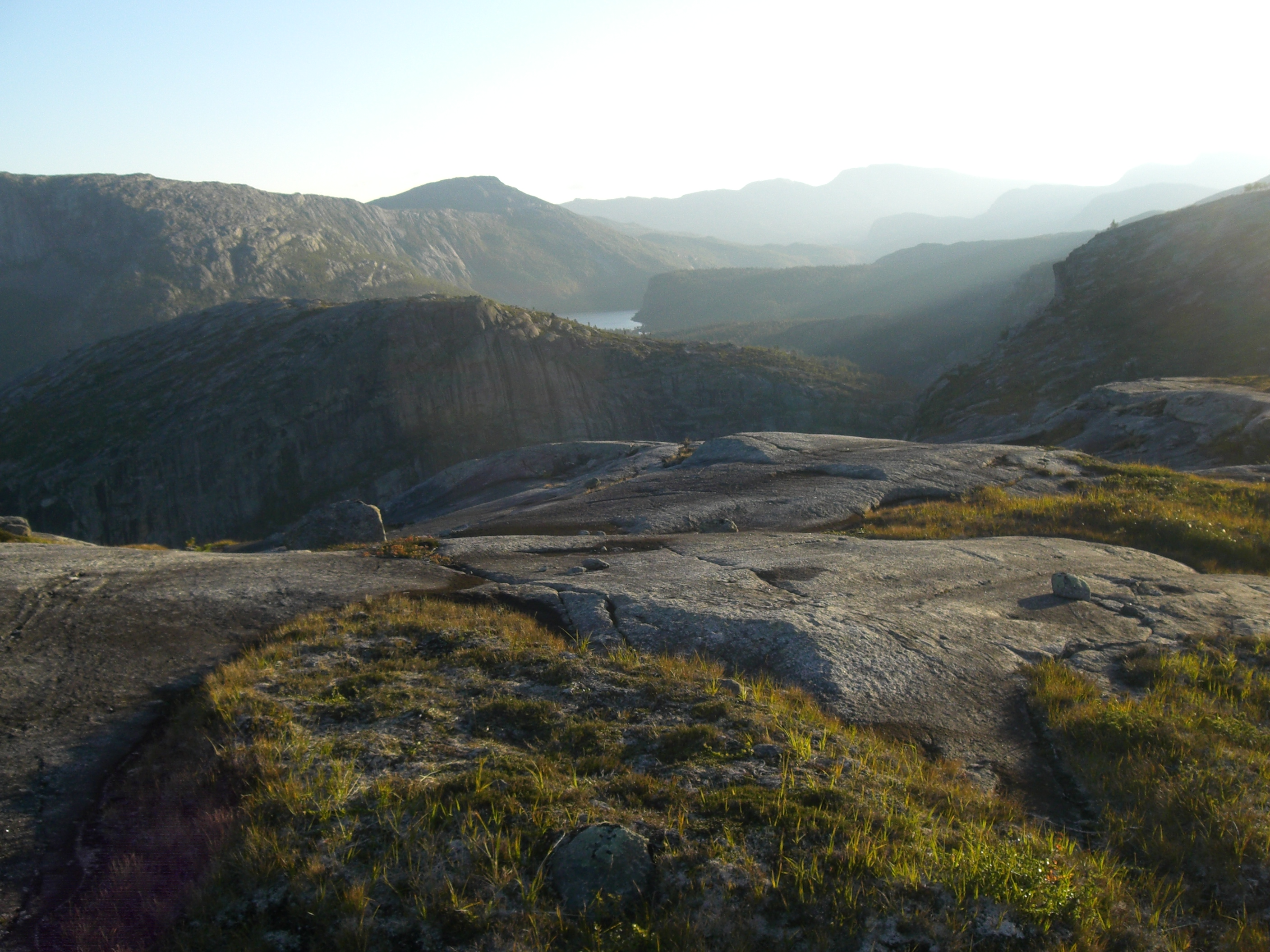
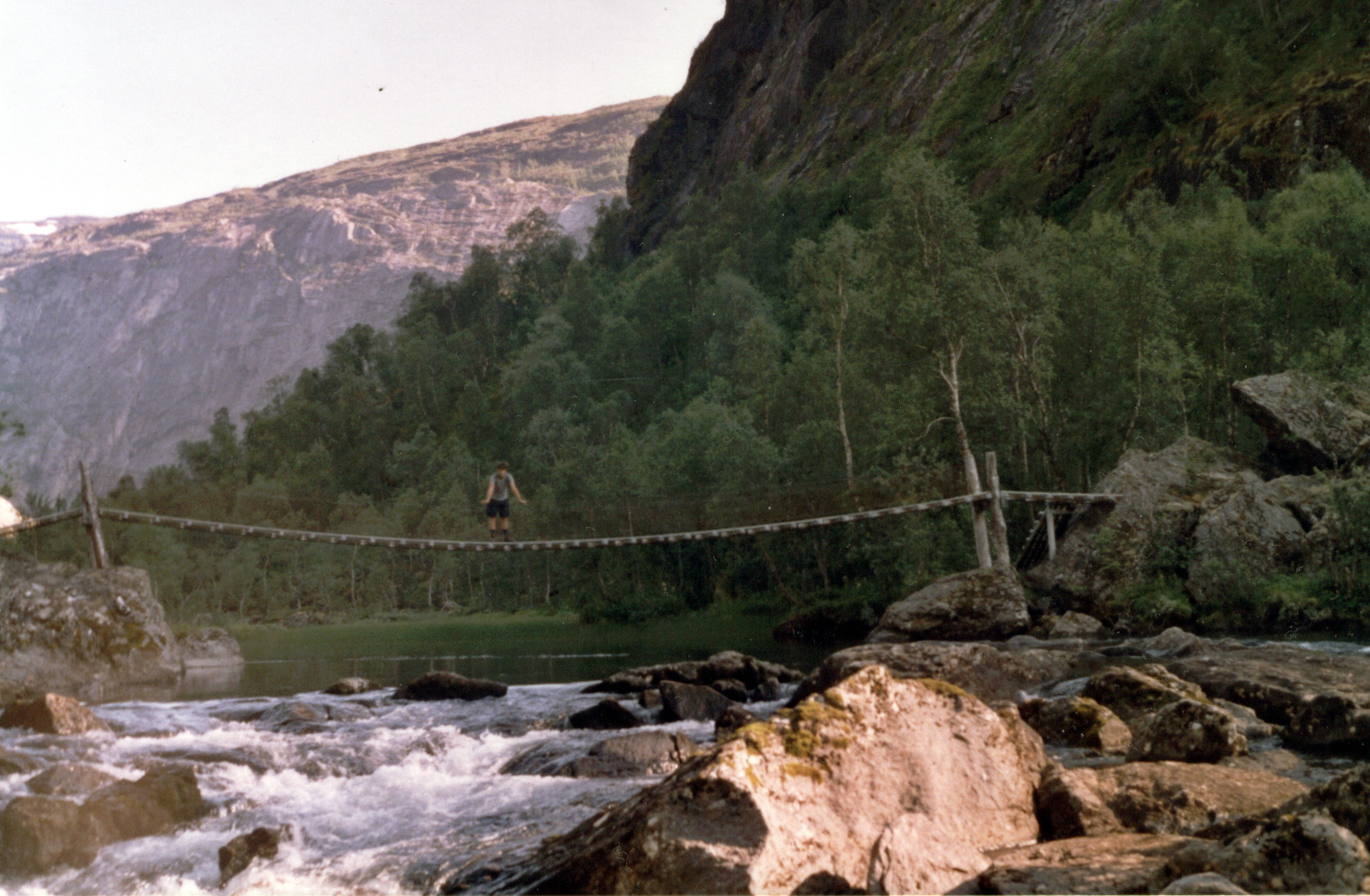
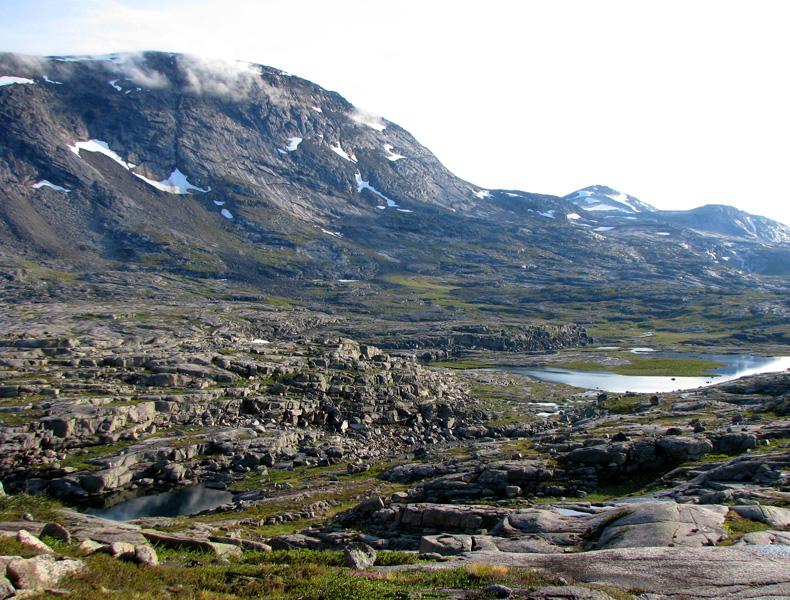
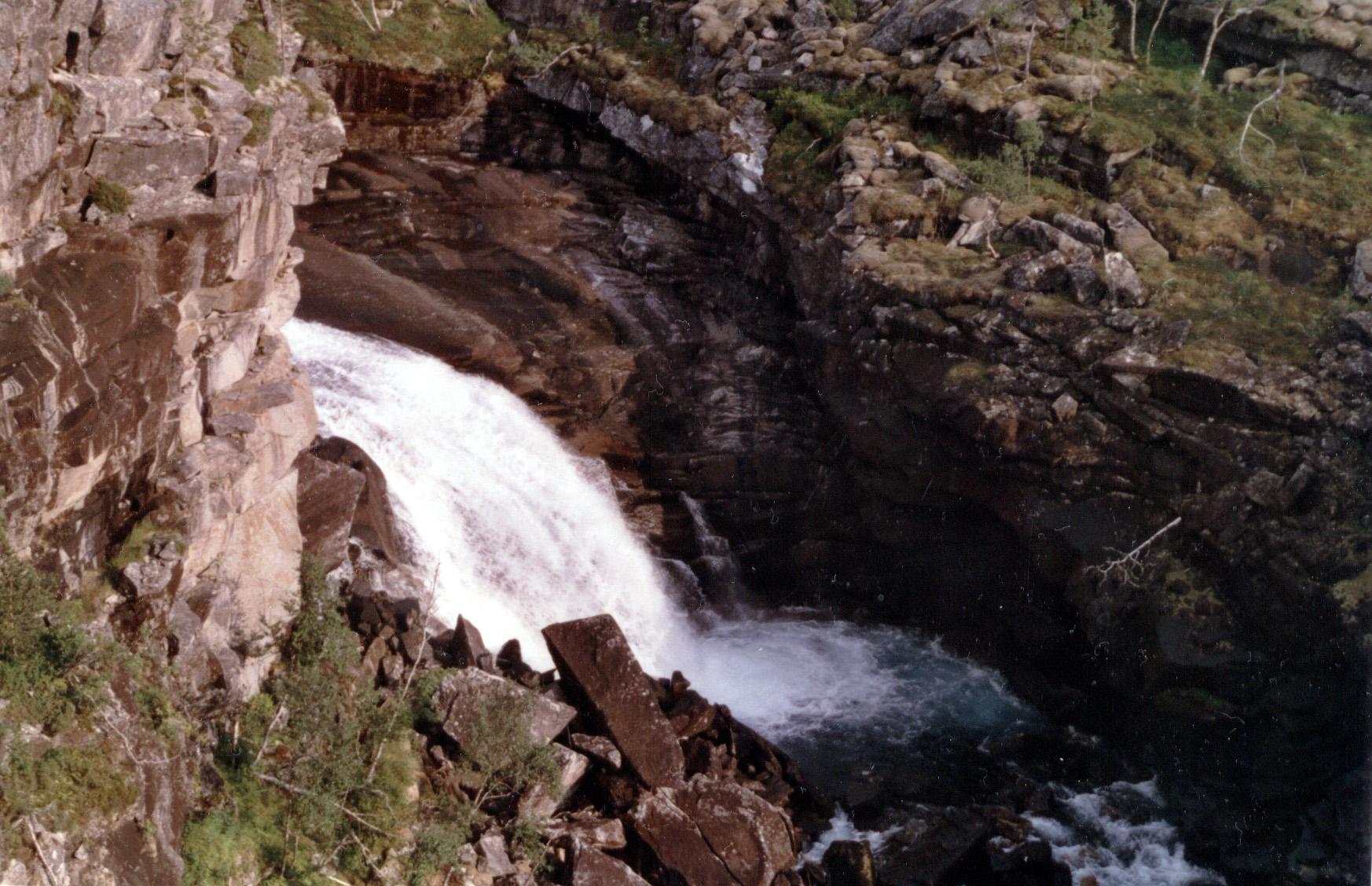